# Fotoqueratitis
La fotoqueratitis és una malaltia que ocorre quan es té una alta exposició als rajos ultraviolats (o una exposició no gaire llarga a una font molt potent com el cas d'un arc elèctric), que tenen com a efecte l'aparició de petites ulceracions doloroses en la còrnia.

## Epidemiologia
És comú entre els esportistes de jocs hivernals, i en els qui viuen o visiten llocs propers als pols, o al no utilitzar màscara quan s'usa una màquina soldadora d'arc. Es deu principalment a la falta o inadequada protecció a la radiació ultraviolada, tant de la llum solar com d'un altre origen; en alguns casos pot ser suficient una exposició d'una hora.

## Quadre clínic
Els principals símptomes són:
- Aparició d'ulceracions en la còrnia
- Disminució de la visió
- Sensació de tenir un cos estrany sota la parpella
- Augment del parpelleig
- En casos extrems provoca llagrimeig i fotofòbia

## Diagnòstic
L'ús d'un tint fluorescent revelarà zones danyades per la diferent absorció sota llum ultraviolada.

## Tractament
Els efectes d'aquesta malaltia normalment són reversibles, exceptuant que es tracti d'un dany important com en el cas d'una gran exposició als raigs ultraviolats, en aquests casos es pot presentar una lesió important per excés d'oxidació. Si es guarda repòs i es descansa la vista les lesions provocades poden cicatritzar soles, també es pot utilitzar pomades lubrificants i antibiòtics per prevenir alguna infecció de les ferides.

## Eritròpsia de la neu

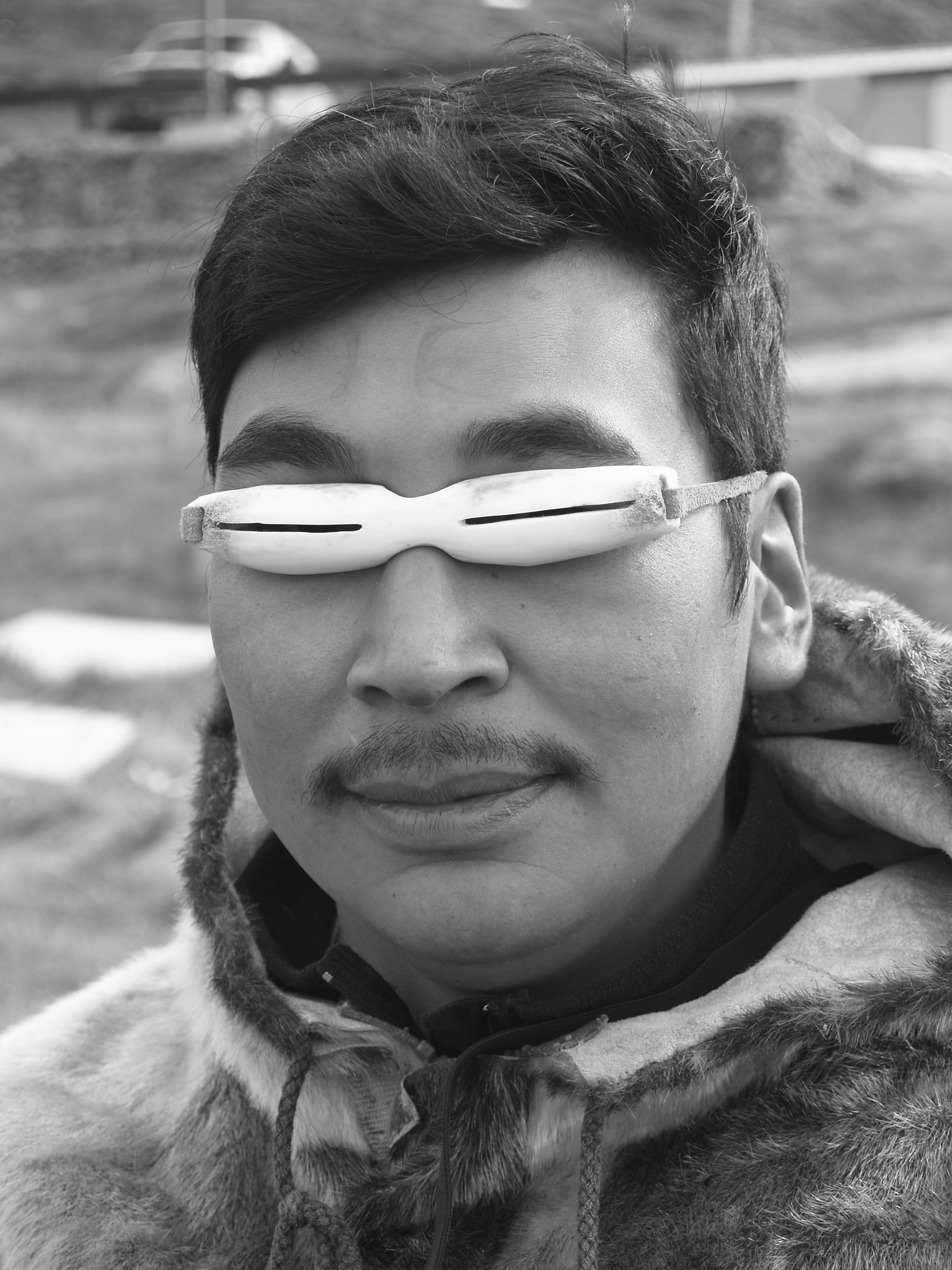
Ulleres dels inuit

L'eritròpsia és una malaltia semblant a l'oftàlmia de la neu però és encara més rara. És una forma menor de foto-traumatisme macular, es provoca quan hi ha una alta exposició a la lluminositat que porta a una saturació del blanc de l'ull que origina una visió monocromàtica.
El cas més greu d'aquesta malaltia es provoca al mirar al sol directament, la retina es crema pels raigs ultraviolats i es té la sensació de que es veu una taca fosca

### Ulleres dels inuit
Els Inuit, Yupik i altres pobles de l'Àrtida, han tallat, des de temps ancestrals, ulleres per a la neu a partir de materials com trossos de fusta o ascles de caribú, com ajuda per a evitar la ceguesa de la neu. Les ulleres, amb forma corba per adaptar-se a la cara de l'usuari i amb una entalla central per permetre passar el nas, deixen passar una petita quantitat de llum a través d'una escletxa estreta tallada de costat a costat al llarg de la seva longitud;es lliguen al cap mitjançant un cordó de tendó de caribú.